# Список премьер-министров Руанды
Список премьер-министров Руанды включает лиц, возглавлявших правительство страны с момента создания в 1960 году поста премьер-министра Королевства Руанда.
В настоящее время правительство страны возглавляет Премьер-министр (руанда Minisitiri w'Intebe, фр. Premier Ministre), чьё положение в системе государственной власти определяет конституция, обнародованная в 2003 году. Посвящённые Кабинету статьи 115—125 устанавливают, что премьер-министра назначает президент и поручает ему сформировать состав правительства. Премьер-министр председательствует на заседаниях Кабинета, координирует и контролирует его деятельность, распределяет полномочия между членами правительства, следит за функционированием государственных служб, подписывает постановления и приступает к их исполнению.
Использованная в первом столбце таблиц нумерация является условной; также условным является использование в первом столбце цветовой заливки, служащей для упрощения восприятия принадлежности лиц к различным политическим силам без необходимости обращения к столбцу, отражающему партийную принадлежность. Наряду с партийной принадлежностью, в столбце «Партия» также отражён беспартийный статус персоналий. В столбце «Выборы» отражены состоявшиеся выборные процедуры или иные основания получения полномочий главы государства, утвердившего после своего вступления в должность главу правительства. Ввиду особенности социально-политического устройства руандийского общества после имени на русском языке указаны надстрочные знаки «Т» и «Х», означающие принадлежность лиц к общностям тутси и хуту соответственно. Для удобства список разделён на принятые в историографии периоды истории страны. Приведённые в преамбулах к каждому из разделов описания этих периодов призваны пояснить особенности её политической жизни.

## Королевство Руанда (1960—1961)
Пост премьер-министра как главы правительства Королевства Руанды был создан в октябре 1960 года. 28 января 1961 года в результате победы хуту в социальной революции монархия тутси была упразднена и провозглашена Республика Руанда. Политическое доминирование в стране закрепилось за представителями хуту.
|        | Портрет | Имя (годы жизни)                                               | Полномочия      | Полномочия     | Партия                                                                         | Пр.         |
| Начало | Портрет | Имя (годы жизни)                                               | Окончание       |                | Партия                                                                         | Пр.         |
| ------ | ------- | -------------------------------------------------------------- | --------------- | -------------- | ------------------------------------------------------------------------------ | ----------- |
| 1      |         | Грегуар КайибандаХ (1924—1976) руанда и фр. Grégoire Kayibanda | 19 октября 1960 | 28 января 1961 | Демократическое республиканское движение — Партия движения за эмансипацию хуту | [ 4 ] [ 5 ] |

## Республика Руанда (с 1961)
28 января 1961 года в результате победы хуту в социальной революции монархия тутси была упразднена и провозглашена Республика Руанда (руанда Republika y'u Rwanda, фр. République Rwandaise). Политическое доминирование в стране закрепилось за представителями хуту. 1 июля 1962 года, в соответствии с решением ООН, бельгийская опека над Руандой-Урунди была прекращена и провозглашена независимость Руанды; полномочия главы правительства были переданы президенту, которым стал лидер Партии движения за эмансипацию хуту (Пармехуту) Грегуар Кайибанда. В 1963—1965 годах обострились межэтнические противоречия между хуту (85 % населения) и тутси (14 %). В 1965 году в стране была введена однопартийная система. В 1973 году в результате бескровного военного переворота власть перешла к генерал-майору Жювеналю Хабьяримане, который одержал победу на президентских выборах 1978 года и переизбирался в 1983 и 1988 годах.
В 1991 году Хабьяримана инициировал проведение политических реформ, в числе которых были введение многопартийной системы и восстановление поста премьер-министра. В октябре 1990 года на территорию Руанды вторглись вооружённые формирования Руандийского патриотического фронта (РПФ), созданного в 1987 году эмигрантами-тутси в Уганде под руководством Поля Кагаме. Вооружённое противостояние продолжалось три года и завершилось подписанием в августе 1993 года в Аруше соглашения о прекращении гражданской войны, которое предусматривало формирование переходного многопартийного правительства и подготовку к всеобщим демократическим выборам.
Гибель президента Хабьяриманы 6 апреля 1994 года в результате крушения самолёта привела к возобновлению вооружённого конфликта. Экстремисты из числа хуту организовали массовые расправы над представителями тутси. По различным оценкам, жертвами геноцида стали от 800 тыс. до 1 млн человек. 4 июля вооружённые силы РПФ заняли столицу Кигали, остановив расправы. Президентом страны стал хуту Пастёр Бизимунгу. Военные столкновения между силами РПФ и экстремистами-хуту на северо-западе страны продолжались до 1997 года. В марте 2000 года Бизимунгу был смещён. 17 апреля на совместном заседании правительства и парламента президентом Руанды был избран Поль Кагаме. В 2003 году на референдуме была принята новая конституция, закрепившая курс на сохранение национального единства.
| | Портрет         | Имя (годы жизни)                                                                | Полномочия       | Полномочия      | Партия                                                                         | Выборы                           | Пр.    |
| Начало | Портрет         | Имя (годы жизни)                                                                | Окончание        |                 | Партия                                                                         | Выборы                           | Пр.    |
| --- | --------------- | ------------------------------------------------------------------------------- | ---------------- | --------------- | ------------------------------------------------------------------------------ | -------------------------------- | ------ |
| (1) |                 | Грегуар КайибандаХ (1924—1976) руанда и фр. Grégoire Kayibanda                  | 28 января 1961   | 1 июля 1962     | Демократическое республиканское движение — Партия движения за эмансипацию хуту | [ комм. 3 ]                      | [ 4 ]  |
| С 1 июля 1962 года по 12 октября 1991 года — должность упразднена (правительство подчинено непосредственно президенту Руанды) |                 |                                                                                 |                  |                 |                                                                                |                                  |        |
| 2 |                 | Сильвестр НсанзиманаХ (1936—1999) руанда и фр. Sylvestre Nsanzimana             | 12 октября 1991  | 2 апреля 1992   | Национальное республиканское движение за демократию и развитие                 | 1988                             | [ 7 ]  |
| 3 |                 | Дисмас НсенгияремьеХ (1945—) руанда и фр. Dismas Nsengiyaremye                  | 2 апреля 1992    | 18 июля 1993    | Демократическое республиканское движение                                       | 1988                             | [ 8 ]  |
| 4 |                 | Агата УвилингийиманаХ (1953—1994) руанда и фр. Agathe Uwilingiyimana            | 18 июля 1993     | 7 апреля 1994   | Демократическое республиканское движение                                       | 1988                             | [ 9 ]  |
| 5 |                 | Жан КамбандаХ (1955—) руанда и фр. Jean Kambanda                                | 9 апреля 1994    | 19 июля 1994    | Демократическое республиканское движение                                       | [ комм. 6 ]                      | [ 10 ] |
| 6 |                 | Фостен ТвагирамунгуХ (1945—2023) руанда и фр. Faustin Twagiramungu              | 19 июля 1994     | 31 августа 1995 | Демократическое республиканское движение                                       | [ комм. 7 ]                      | [ 11 ] |
| 7 |                 | Пьер-Селестен РвигемаХ (1953—) руанда , фр. и англ. Pierre-Célestin Rwigema     | 31 июля 1995     | 8 марта 2000    | Демократическое республиканское движение                                       | [ комм. 7 ]                      | [ 12 ] |
| 8 (I—III) |                 | Бернар МакузаХ (1961—) руанда , фр. и англ. Bernard Makuza                      | 8 марта 2000     | 15 октября 2003 | Демократическое республиканское движение                                       | [ комм. 7 ]                      | [ 13 ] |
| | 15 октября 2003 | Бернар МакузаХ (1961—) руанда , фр. и англ. Bernard Makuza                      | 14 сентября 2010 | беспартийный    | 2003                                                                           |                                  | [ 13 ] |
| 14 сентября 2010 | 7 октября 2011  | Бернар МакузаХ (1961—) руанда , фр. и англ. Bernard Makuza                      | 2010             | беспартийный    |                                                                                |                                  | [ 13 ] |
| 9 |                 | Пьер Дамьен ХабумуремьиХ (1961—) руанда , фр. и англ. Pierre Damien Habumuremyi | 2010             | 7 октября 2011  | 24 июля 2014                                                                   | Руандийский патриотический фронт | [ 14 ] |
| 10 |                 | Анастас МурекезиХ (1952—) руанда , фр. и англ. Anastase Murekezi                | 2010             | 24 июля 2014    | 30 августа 2017                                                                | Социал-демократическая партия    | [ 15 ] |
| 11 (I—II) |                 | Эдуар НгирентеХ (1973—) руанда , фр. и англ. Édouard Ngirente                   | 30 августа 2017  | 14 августа 2024 | 2017                                                                           | Социал-демократическая партия    | [ 16 ] |
| 11 (I—II) | 14 августа 2024 | Эдуар НгирентеХ (1973—) руанда , фр. и англ. Édouard Ngirente                   | 25 июля 2025     | 2024            |                                                                                | Социал-демократическая партия    | [ 16 ] |
| 12 |                 | Жюстин НсенгиюмваХ (1971—) руанда , фр. и англ. Justin Nsengiyumva              | 25 июля 2025     | 2024            | действующий                                                                    | беспартийный                     | [ 17 ] |